# Mátrai Győző
Mátrai Győző, Petz Viktor Alajos Emánuel (Sopron, 1860. július 21. – 1903 után?) római katolikus lelkész. 

## Életútja
Szülei Petz Viktor (Győző) és Trimmel Karolina. A gimnáziumot Győrött, a bölcseletet mint növendékpap Esztergomban, a teológiát Budapesten végezte. 1882. december 8-án szentelték pappá. Káplán volt Udvardon, Dunaszerdahelyen, Marcalon, Vadkerten, Szécsényben és Ipolynyéken. Petz családi nevét 1887-ben változtatta Mátraira. 1894-ben elhagyta a papi pályát, áttért a református vallásra és az 1890-es években Vácott, majd Budapesten tartózkodott. 
Felesége Czecze Margit (Bussa, 1872. január 13. – Pestszenterzsébet, 1943. december 30.). Gyermekeik:
- Mátrai Ferenc (1895 k. – Pesterzsébet, 1925. szeptember 8.) vasesztergályos.[5]
- Mátray Mária, férj. Kazi Józsefné (Vác, 1896. december 1. – Budapest, 1958. szeptember 6.) minőségellenőr.[6]
- Mátray László (Vác, 1899. augusztus 12. – Budapest, 1962. február 23.) művezető.[7]
- Mátrai István György (Budapest, 1903. április 24.[8] – Pesterzsébet, 1927. április 28.) hentessegéd.[9]

Cikkeket írt a Népiskolai Lapokba (1882. A nevelésről I-VI.)

## Munkái
- A szentírásnak vallási régiségei. Vezérfonal előadásokra s magán használatra. Irta dr. Schäfer Béla, fordította Péczeli Győző. Vácz, 1883.
- Szeretet és áldozat. Budapest, 1892.
- Canossa. Történelmi regény. Magyarítá Bolanden Konrád után. Budapest, év n. Négy kötet.
- Gusztáv Adolf. Történelmi regény. Magyarítá Bolanden K. után. Budapest, év n.
- A tönk. Történelmi regény. Magyarítá Bolanden K. után. Budapest, év n. Négy kötet.
- Ráfael. Magyarítá Bolanden K. után. Budapest, év n. Két kötet.